# اعظم‌گره
اعظم‌گره (به انگلیسی: Azamgarh) یک منطقهٔ مسکونی در هند است که در اوتار پرادش واقع شده‌است.

## خصوصیات
اعظم‌گره ۱٬۲۱۸٫۶ کیلومترمربع مساحت و ۱۱۰٬۹۸۳ نفر جمعیت دارد و ۶۴ متر بالاتر از سطح دریا واقع شده‌است.